# Klassen (serie televisiva)
Klassen è una serie televisiva danese trasmessa a partire dal 2016.
La serie ritrae la vita scolastica di una classe di una folkeskole danese, i cui allievi passano il loro tempo a rendersi la vita difficile, salvo spesso trarsi d'impaccio di propria iniziativa, con metodi a metà fra la confessione psicologica e l'autocoscienza, per poi ritrovare alla fine, dopo tutte le traversie, uno spirito di unità.
Le stagioni della serie si organizzano prevalentemente a gruppi di due (I con II, III con IV, eccetera): ad ogni coppia di stagioni gli attori sono generalmente diversi, le problematiche affrontate spesso tuttavia persistono (l'amore adolescenziale, il rapporto coi genitori e con gli adulti in genere, l'amicizia, …) così come alcune figure di personaggi che rappresentano caratteri tipici.
La serie è accompagnata, a partire dalla VI stagione, da alcuni "contenuti extra" ("Klassen Extra"), e da due serie minori, concepite alla maniera di un calendario dell'avvento televisivo ("Tv-julekalender", un genere tipico delle televisioni scandinave, tradizionalmente trasmesso fra l'1 ed il 24 dicembre): Klassens jul ("Il Natale della classe"), trasmesso nel 2017, e Klassens perfekte jul ("Il Natale perfetto della classe"), andato in onda nel 2018.

## Personaggi
All'interno di ogni coppia di stagioni della serie, al di là di alcuni caratteri ben sviluppati ed autonomi, alcuni personaggi rappresentano, in modo ricorrente, alcuni "tipi" ben definiti: la "più bella della classe" (nelle stagioni I-II il ruolo – non ancora ben differenziato – è rappresentato da Emma; in III-IV da Martine; in V-VI da Victoria; in VII-VIII da Nikoline), il "nuovo ragazzo a scuola" (in I-II è Cornelius; in V-VI Magnus; in VII-VIII Hector), la "cattiva" per eccellenza (in I-II è, di nuovo, Emma; in VII-VIII Isabella), i "giocherelloni", che amano fare scherzi (in I-II Liam e Karl; in VII-VIII il trio Elliot, Aksel e Karla), e il "nerd" (in I-II è Sami).
Altri personaggi hanno una caratterizzazione ancora meno sviluppata; Jakob e Simon, per esempio, presenti in VII e VIII, paiono non rispondere ad altro che alla loro connotazione di "puri imbecilli": il loro ruolo si limita a coloro che prendono in giro, ed al limite sottopongono a mobbing, così, d'amblée e senza alcun tentativo di riflessione, qualunque persona che minimamente mostri una qualsivoglia debolezza.

### Stagioni I e II
Emil, uno dei ragazzi cosiddetti "popolari" della classe (insieme a Liam), amante del calcio, per il quale si sottopone ad allenamenti seri, è in generale affidabile e moderato, quando non si lasci andare alla sua compulsione a ricoprire il ruolo dominante in ogni situazione; soggetto a qualche pregiudizio, specie di stampo maschilista, è tuttavia disposto di buon grado a ravvedersene. Dopo una relazione con Emma la sua figura si stabilizza come quella del fidanzato "storico" di Sofia, colla quale, peraltro, alla fine, si lascia.
Sofia, ragazza riflessiva, anche se con qualche concessione a comportamenti devianti (ruba in un negozio), ha un ruolo predominante nelle due stagioni. Amica del cuore di Emma, anche dopo un temporaneo allontanamento dovuto alla rivalità sentimentale per Emil.
Emma stabilisce il trend fra le ragazze della classe, fra le quali è la più in vista. Prima fidanzata di Emil, è una ragazza facile all'esternazione incontrollata, ed è – per sua stessa ammissione – manipolativa, ma senza necessariamente cattive intenzioni.
Sara, la figlia di Stig, il direttore della scuola, appare matura rispetto alla sua età, al punto da apparire a volte "perfettina" e pedante, ma non è esente da prestazioni più sbarazzine.
Cornelius è il ragazzo nuovo, che si introduce ad anno scolastico già iniziato. Suscita inizialmente avversione, per i suoi comportamenti in contrasto con la media della classe, ma finisce coll'integrarsi, fra l'altro diventando inaspettatamente il fidanzato di Sara.
Karl, col suo miglior amico Liam, rappresenta il giocherellone della classe: sempre in vena di divertimenti, scherzi e trovate. Bassi risultati scolastici, ma figura irrinunciabile.
Tilde è la saggezza fatta ragazza, ma senza alcun aspetto pedantesco, anzi. Per lei ogni situazione ha una tranquilla via di uscita, i contrasti si risolvono facilmente, le difficoltà che travagliano i suoi compagni trovano in lei lo spontaneo equilibrio dell'understatement e della tanto mancante (negli altri) tranquilla e solare "normalità". Si fidanzerà, alla fine (vedi II, 114), col suo miglior amico Karl. I pochi personaggi totalmente positivi, a lei simili, nel corso dell'intera serie, sono Ida (nelle stagioni V e VI), e, per quanto in un ruolo secondario, Rosa (stagioni VII e VIII). 

### Stagioni III e IV
Victoria, la "più bella della classe". Fa parte del gruppo elitario e spocchioso di ragazze denominato "Den sorte squad", ma rivela nello stesso tempo un sottofondo più umano, compassionevole ed alieno da ogni caratteristica snob, specie quando si fidanza con il "piccolo" (così egli definisce se stesso, in una sorta di sentimento di inferiorità oltre che in oggettivo rilevamento della sua stazza) Tobias, tradizionalmente, ed erroneamente, ritenuto non essere "alla sua altezza".

### Stagioni V e VI
Magnus è il "ragazzo nuovo": si inserisce ad anno scolastico già iniziato. È inizialmente fratello acquisito di Ida, dato che suo padre e la madre di lei coabitano. Spirito indipendente, riesce tuttavia a trovare un suo ruolo, e fra i principali, nella classe. Sbaglia molto, e a molto ripara. Il suo miglior amico è Christian.
Ida appare una figura isolata rispetto alla classe, ma in realtà è ben presente nei gangli vitali di essa, con la sua ingenuità, il suo altruismo, la sua dolcezza. Si fidanza con Laurits.
Alberte, figura dominante, spesso irascibile, ha un canale YouTube e una cricca esclusiva ed escludente di amiche, ma non è esente, spesso dopo diversi errori, da un retto raziocinio.
Mika, ragazza mascolina amante degli sport, e della vittoria in generale,

### Stagioni VII e VIII
Vera, conoscente e vicina di casa di Theodor fin dall'infanzia, si fidanzerà innanzitutto con Philip, che poi la lascerà in malo modo, ed in seguito, inaspettatamente, con Theodor.
Isabella: Se c'è qualcuno da cui ci si possa aspettare un comportamento scorretto solo per contrastare qualche compagna di cui è invidiosa, o che non esita a mettere in cattiva luce qualcuno solo perché interferisce, anche involontariamente, con i propri piani, o, ancora, che si approfitti della benevolenza degli amici, ebbene, questa è Isabella. Non è cattiva nel suo intimo: solo, non sa controllarsi.
Rosa, sincera, posata, ma non per questo priva di personalità, è uno dei pochi personaggi delle due ultime stagioni in cui non allignano cattivi pensieri e cattive azioni. Ed è già molto.

## Episodi
A titolo esemplificativo, ecco il resoconto di alcune puntate della serie:

### Stagioni I e II
Le due migliori amiche Emma e Sofia si ritrovano a spartirsi (in momenti diversi) Emil come fidanzato, il che porterà, evidentemente, ad incomprensioni. 
Dediti a facezie di ogni genere, e migliori amici, sono Liam e Karl, amico per la pelle di Tilde, la ragazza più positiva della classe – e della serie. 
Il raziocinio maturo (anche troppo, rasentante la pedanteria) è rappresentato da Sara, la figlia del preside Stig. 
Con un percorso accidentato, fra la quotidianità e l'eccezionalità (ad esempio un'escursione di classe o un tenero atto di microcriminalità) si sviluppano le varie interazioni fra i personaggi, che portano ad esiti anche inaspettati. 
- I, 12 e 13: Kærestetyv ("Ladra di fidanzati") 1 e 2

Sofia, poiché al cuore non si comanda, si ritrova inaspettatamente ad essere innamorata di Emil, il fidanzato di Emma, la sua migliore amica. In un impeto di sincerità Sofia, sentendo di dover comportarsi lealmente colla sua amica, si confida onestamente con lei, sperando nella sua comprensione. Mai l'avesse fatto! Emma ci rimane malissimo, al punto che, adirata ed in panico, diffonde la notizia presso i compagni di classe, che immediatamente cominciano ad ostracizzare Sofia e ad apostrofarla con l'epiteto, appunto, di "ladra di fidanzati" (evanescenti figure dei compagni, allineate lungo i muri dei corridoi, come in un incubo espressionista un poco kafkiano, le lanciano sottovoce l'accusa, come accadrà successivamente anche per Emma, (che in I, 40 sarà accusata di aver mobbizzato una compagna).
Emil, con il pretesto di non poter fare affidamento su Emma, evidentemente responsabile di aver inconsultamente sparso la voce della possibile liaison fra lui e Sofia, coglie l'occasione – a fronte di diverse altre incomprensioni -  per lasciarla: il che lascia Emma ulteriormente affranta ed arrabbiata.
La rottura non ha grandi conseguenze per Emil:  non passano che poche ore prima che egli voglia sincerarsi se veramente Sofia sia innamorata di lui. Non fa che chiederglielo: la risposta pare positiva, ma, a fronte di un goffo tentativo di Emil,  - che, dal momento della rivelazione, non ha smesso di pensare a Sofia - di replicare con lo stesso sentimento, Sofia, per lealtà verso la sua amica, si nega ad ogni possibile rapporto amoroso, non senza chiedersi, comunque, dove stia scritto che se un ragazzo è stato fidanzato con la tua migliore amica non possa poi esserlo con te.
Ma intanto l'amicizia fra Sofia ed Emma si è incrinata.
La vita continua, ed in fretta: pochi giorni dopo (in I, 19) Sofia ed Emil si mettono insieme.
- I, 16: Ældre kærester ("Un fidanzato maggiore d'età")

Sara ritiene di essere più matura dei suoi compagni di classe, come ad esempio Carl e un altro, che un giorno, a scuola, nel corso delle loro scorribande durante l'intervallo, per puro spensierato divertimento, le avevano rifilato una pacca sul culo e poi erano fuggiti ("Lo sanno tutti: hai il culo più bello della scuola", avevano detto). Questa presunta immaturità dei compagni era stata il motivo per cui Sara aveva deciso di frequentare i ragazzi delle classi superiori, ed era ora fidanzata con Noah, di due anni maggiore di lei. Senonché Noah, al loro appuntamento, l'aveva indotta a fumare (con gran disappunto del padre di Sara, il direttore della scuola, che li aveva colti sul fatto), aveva tentato di palparle il didietro (non per gioco, come i compagni di lei, ma con intenzione) senza il suo consenso, e le aveva estorto un bacio sulla bocca.
Sara allora lascia Noah, torna nel reparto della scuola dedicato alla sua classe, e trova, non vista, nei corridoi, Carl e l'altro compagno: li sorprende restituendo loro una pacca sul culo e fuggendo, partecipando in tal modo dunque al gioco dei compagni, che, dopotutto, riconosce, maturi o non maturi, sono maggiormente adatti a lei.
- I, 21: Kapitalister ("Capitalisti")

Sara rientra a scuola un lunedì mattina, con un grosso borsone. A Liam che scherzosamente le chiede se per caso stesse traslocando, Sara risponde di essere appena tornata dal week-end con la madre - stabilito in caso di genitori divisi, come quelli di lei – e di essere quindi in possesso ora di una quantità di cose da trasferire dalla casa di uno dei genitori a quella dell'altro, come è usa fare ad ogni weekend. Liam, in un civile conversare, chiede alla ragazza se per caso sua madre avesse trovato un nuovo fidanzato: Sara risponde di sì, ed aggiunge di non sopportare il nuovo patrigno. Secondo lei, il nuovo fidanzato della madre pensa solo al denaro: ristoranti, regali costosi, ferie altrettanto costose. Secondo Sara, il fidanzato di sua madre vorrebbe comprarla. Ma lei non è in vendita. Il più recente esempio del tentativo del fidanzato della madre di "comprare" Sara è il regalo che la ragazza ha appena ricevuto, un costoso iPad ultimo modello, che Sara estrae in classe. Liam è affascinato dall'oggetto, e Sara, che non vuole averci a che fare, glielo regala.
Non si sa per quale motivo poco più avanti Sara chiede a Liam di restituirle l'iPad: ne nasce, in classe, un diverbio, ed i due vengono mandati da Stig, il preside, che è peraltro il padre di Sara. Nell'ufficio di Stig, in seguito a una conversazione fra gli interessati, risulta che Sara voleva rinunciare al regalo della madre e del suo fidanzato, perché temeva che il padre, Stig, potesse aversene a male: egli stesso, infatti, non si sarebbe potuto permettere un regalo così costoso. Stig ammette di non essere in grado, al momento, di comprare un tale oggetto alla figlia, ma nello stesso tempo chiarisce di non avere nulla a che fare con la transazione e consiglia Sara di accettare il regalo.
Liam, sentite queste ragioni, accetta la risoluzione e riconsegna l'iPad a Sara (facendosi simpaticamente promettere in cambio una pizza e una bevanda).
- I, 28: Nye bukser ("Nuovi pantaloni")

È il caso di dire che Emma si è scompisciata dalle risa: infatti, nell'udire l'esilarante racconto di una sua compagna la ragazza ha finito per farsela sotto. Solo Liam si è accordo dell'imbarazzante situazione, e, nonostante i rapporti tra i due non fossero stati in precedenza particolarmente stretti, soccorre efficacemente Emma riuscendo a trarla d'impaccio e meritandone il gradito abbraccio (foriero del loro rapporto più stabile che inizierà in II, 77 sgg.).
- I, 44: Emmas dilemma ("Il dilemma di Emma")

In un lavoro sull'argomento "pregiudizi", da svolgere durante la giornata scolastica, ed assegnato a coppie di alunni, Sami ed Emma, ormai ostracizzata dal resto della classe (a motivo del bullismo da lei esercitato, per quanto non totalmente in modo consapevole, ai danni della compagna Anna, in I, 22), si ritrovano inaspettatamente – poiché ciascuno di loro ritiene di essere incompatibile con l'altro - ad essere partners nel compito. Ed i pregiudizi saltano fuori immediatamente: Emma ritiene Sami un nerd senza amici, e Sami ritiene Emma una "stronza". Un altro dei pregiudizi, o idee pregiudiziali non provate, che saltano fuori nell'occasione è quello che Sami riferisce alla compagna: "Ho la convinzione che le tue scoreggie odorino di violetta!" (Emma risponde: "Ah, vorrei!"). Al termine dell'esercitazione i rispettivi (pre-)giudizi reciproci dei due ragazzi – che intanto hanno familiarizzato al punto di appoggiarsi intimamente l'una sull'altro, per la qual cosa vengono presi in giro dalle compagne malevolenti ed invidiose- risultano decisamente ridimensionati, e Sami ed Emma scoprono di avere un terreno comune.
- I, 46: Den sidste dronning ("L'ultima regina")

Emma è ormai decaduta dal suo ruolo dominante all'interno della classe e del gruppo di Den sorte squad, e la sua posizione è ormai stata assunta da Astrid. Quest'ultima, in occasione di un lavoro che la prof di Educazione artistica ha assegnato perché la classe, durante l'orario scolastico, lo realizzasse autonomamente, cerca di stabilire inflessibili regole per tutto e per tutti, imponendosi anche in maniera prevaricante, al punto che una delle sue compagne, Bella, pur essendo grande e grossa, offesa da Astrid, si ritira in lacrime. Su preghiera di Liam, Emma interviene e riesce ad appianare la situazione
- I, 47: Fodbold i nederdel ("Football in gonnella")

Sally gioca sempre a calcio, nell'intervallo, con gli amici maschi, che hanno finito col ritenerla "uno dei ragazzi". La cosa non va più bene a Sally quando si rende conto di essere attratta da Alexander, un compagno che gioca con lei, agli occhi del quale vorrebbe apparire come una ragazza in tutto e per tutto, in modo che Alexander possa notarla come femmina attraente. Per tale motivo il giorno dopo si presenta a scuola vestita da strafiga, in abiti totalmente femminili, presi in prestito dalla sorella: a molti compagni cade letteralmente la mascella nel vederla così, e si rendono conto solo adesso che Sally è bella. Anche Alexander nota la differenza, ma si rammarica soprattutto del fatto che ora Sally dice di non voler giocare a calcio quel giorno.
Nel corso della partita, alla quale la ragazza assiste, un giocatore si infortuna, e tutti chiedono a Sally di entrare in campo. La ragazza ha allora una crisi, dibattuta fra il suo voler giocare ed il suo voler apparire bella. Alexander, premuroso, si informa presso Sally di cosa non vada bene, e la ragazza gli confida la sua attrazione per lui. Alexander, molto urbanamente, le risponde che al momento non è attratto da nessuna, ma nello stesso tempo le dice di sentire molto la mancanza della sua vecchia amica Sally. La ragazza si mette il cuore in pace, si riconcilia con Alexander, e, gettate via le scarpe col tacco, entra in campo come attaccante e segna un gol. 
- I, 51: Den første menstruation ("Le prime mestruazioni")

Sara ha le sue prime mestruazioni a scuola. Quando la cosa diviene risaputa, alcuni compagni, chissà perché, la prendono in giro, mentre altri si interessano seriamente alla condizione femminile, e, insieme alle ragazze, inscenano per i corridoi della scuola, con alcuni assorbenti attaccati al volto, una divertente dimostrazione, che essi appropriatamente rinominano una "dimestruazione".
- I, 59: Slap af, Alexander ("Stai calmo, Alexander").

Astrid e Alexander sono fidanzati. All'ora di pranzo, in refettorio, Karl passa presso di loro, e, indovinato che Astrid ha con sé, come di consueto, nel proprio cestino della merenda, una banana, scherzosamente fa il verso di una scimmia. Alexander ritiene che ciò sia irrispettoso nei confronti della fidanzata, che verrebbe ad essere assimilata ad un primate, e di conseguenza, più avanti, attacca in malo modo Karl, accusandolo, in maniera piuttosto incongruente, di essere un razzista: intendeva forse dire "evoluzionista"? (Ma allora, a tale accusa, se è poi un'accusa, non sfugge nessuno…).
Come che sia la situazione, la diatriba finisce nell'ufficio del direttore Stig. Qui, di fronte alla cocciutaggine del fidanzato che continua a sostenere contro Karl la sua zoppicante ipotesi, Astrid si rende conto per la prima volta nella sua vita di avere un colore della pelle un po' più scuro degli altri, e che questo fatto può discriminarla (già in I, 56, quando la classe discuteva su quale fosse il modo meno ingiurioso di riferirsi ad una persona non di aspetto caucasico, qualcuno aveva chiesto ad Astrid come preferisse essere chiamata, e la ragazza, totalmente estranea alla problematica, aveva risposto: "Vorrei semplicemente essere chiamata Astrid"). 
Infastidita da tale situazione, dovuta solo alle ristrette vedute di Alexander, Astrid decide di lasciarlo.
Più avanti Astrid e Karl scherzano ancora innocentemente sul motivo banana/scimmia.
- II, 77-81.

Escursione di "Scuola natura" per qualche giorno, occasione per nuove avventure e per rinsaldare la coesione nella classe. Fra le varie esperienze spicca l'inaspettato fidanzamento di Tilde e Liam, che peraltro avrà fine di lì a poco, quando, in occasione del gioco "Obbligo o verità", Liam si sentirà più attratto verso Emma, colla quale finirà per fidanzarsi.
La manipolatrice Emma, infatti, ha fatto in modo di farsi trovare a cavalcioni delle spalle di un altro compagno, in maniera da ingelosire, con un tale atteggiamento apparentemente intimo, Liam, in tal modo da spingerlo verso di lei. Con successo.
- II, 100 e 101 Tobias og Victoria ("Tobias e Victoria")

Victoria e Tobias hanno da poco interpretato i ruoli principali in "Giulietta e Romeo", messo in scena dalla classe sotto forma di musical. Poco più avanti Victoria chiede al piccolo Tobias, con gran compiacimento di quest'ultimo, di potergli parlare. Ma gli amici di Tobias gli consigliano di mostrarsi strategicamente ritroso e difficile da abbordare, e le amiche di Victoria, accortasi dell'interesse di lei per il ragazzino, le intimano addirittura di evitare di rapportarsi a Tobias, che ritengono un povero "loser" ("perdente", "fallito"), pena l'estromissione della giovane dall'esclusivo gruppo di ragazze del quale fa parte, che, secondo le leader, Frida e Aminah, dovrebbe avere a che fare solo coi ragazzi più "popolari" della scuola (dei quali Tobias non fa parte, a sentir loro). Victoria, temendo di perdere l'amicizia delle ragazze, a malincuore accondiscende, e Tobias si sente vieppiù un "perdente".
Ma la compagna Signe, che ha udito i colloqui delle ragazze e li giudica totalmente privi di senso, offre a Tobias il proprio aiuto perché il ragazzo riesca ad avvicinarsi a Victoria, e riesce ad organizzare un'uscita al cinema per i due per la sera stessa, in occasione della quale Tobias e Victoria si mettono assieme ("ci sono due ottimi attori nel film" – dice Tobias – "certo, non tanto bravi come noi due"): nell'abbraccio che suggella la liaison Tobias deve ergersi in punta di piedi per raggiungere Victoria, molto più alta di lui. Tobias, rendendosi conto che, nella sua apparente piccolezza è ora fidanzato con "la più bella ragazza della scuola" si sente il Romeo più felice del mondo, e Victoria è contenta di aver dato retta al cuore, e deve solo trovare il modo di dirlo alle amiche del gruppo.
Il giorno dopo, a scuola, Frida e Aminah attendono l'arrivo di Victoria. La vedono infine incedere nella sua imperiosa sviluppata femminilità salutando Tobias in modo intimo, ed allora Frida, di nuovo, le intima di evitare un rapporto qualsivoglia col "piccolo immaturo clown". A questo punto Victoria, risentita, la ammonisce a non parlare in tal modo del proprio fidanzato: qui Frida si rende conto della situazione, chiede scusa ed accetta il legame dell'amica.
- II, 105-106, Løbe hjemmefra ("Fuga da casa")

La giovane Chili, dopo uno scontro, anche fisico, con la madre, decide di fuggire da casa. Dopo un'ulteriore diatriba con un burbero bidello (categoria costantemente mistrattata nell'intera serie), la ragazza trova rifugio a casa della compagna Sara, mentre Lina, sorella di Chili, è sguinzagliata dalla madre alla ricerca della fuggiasca. Sara induce Chili a rivolgersi al Telefono Azzurro, ed è solo quando Lina vede il livido che la madre ha lasciato sul braccio della sorella che ci si rende conto di quanto la situazione sia seria. L'operatrice telefonica dell'onlus psico-sociale consiglia Chili di rivolgersi ad un fidato membro della famiglia che possa far da tramite fra la ragazza e sua madre; e Lina si dimostra adatta al compito.
- II, 110: Kan piger score? ("Le ragazze possono fare gol?")

Emil ed altri compagni maschi prendono in giro Frida, affermando che le ragazze non sanno giocare a calcio. Ci vuol poco a Frida per dimostrare il contrario, dopo che riesce facilmente a scartare Emil ed a segnargli un gol. Sofia, che assisteva alla partita, pur essendo la fidanzata di Emil, è piuttosto contenta che si sia potuto in tal modo limitare lo sciovinismo maschile di lui. 
- II, 114: BFF ("Migliori amici")

Tilde è innamorata di Carl - suo buon amico da lungo tempo - e viceversa. Ma non sanno come dirselo. Troveranno il modo.
- II, 115: Skolefoto ("Foto di classe")

Giorno della foto di classe, verso la fine dell'anno scolastico. Sofia se l'era dimenticato, e di conseguenza non si è vestita dei suoi abiti migliori: approfitta dunque del fatto che la seduta fotografica vada a monte - a causa di incomprensioni fra i compagni, e di un atteggiamento rigido del fotografo, che non permette a ciascuno di posare vicino agli amici di sua scelta – per tornare a casa a cambiarsi.
Ma il mancato accordo fra compagni per la fotografia ha creato una certa disunità nella classe, della quale tutti soffrono. Ad uno ad uno, ed indipendentemente l'uno dall'altro, i compagni si ritirano nella stanza attigua per sbollire la rabbia, e fra essi, che alla fine si ritrovano inaspettatamente tutti insieme, rinasce un certo spirito solidale, portato ad estrema tensione positiva quando fa il suo ingresso anche la sorridente Chili, che, in un surrealistico gesto di spontanea gratuità, distribuisce a tutti, come una dea pagana, dorati pomi di frutta.
Si decide allora, fotografo o non fotografo, di scattare la foto della classe finalmente unita, con un banale telefonino: e sarà la migliore foto di classe di sempre. Peccato per Sofia, che non ha fatto in tempo a rientrare.

### Stagioni III e IV
- III, 137 e 138, Martines store hemmelighed ("Il grande segreto di Martine", parti I e II).

Martine appare essere una bella ragazza priva di problemi, e molto in voga fra la popolazione non solo maschile della classe, nel qual fatto la giovane si crogiola in autocompiacimento. In realtà nasconde un segreto piuttosto importante: sua madre è morta quando lei era piccola. Fin qui niente di male. Ma la sorella maggiore, ed il padre, vorrebbero che Martine partecipasse maggiormente agli anniversari di dipartita della madre, ma la giovane non riesce a provare particolare attrazione o rimpianto per la figura materna, della quale non ha praticamente ricordi (sentendosi piuttosto legata alla seconda moglie del padre). Di qui i suoi sensi di colpa, che ella cerca di esorcizzare con i rapporti coi compagni più in voga, e con la danza.
Il compagno Tobias, unico della classe (alla quale lei non ha mai confidato nulla), viene fortuitamente a conoscenza di tutto ciò - ("non sei, come pensavo inizialmente, una bella ragazza senza problemi", le dice, "sei una strabella ragazza con qualche problema")  -, le offre tutta la compassione possibile, e fra i due nasce un certo spirito di comprensiva complicità.
"E veggio 'l meglio, et al peggior m'appiglio": Martine ha ben presente il fatto che solo con Tobias potrebbe veramente manifestarsi per ciò che è. Ma le sirene dell'inautenticità, come prima, la attraggono: alla prima occasione la ragazza ritorna a flirtare in modo apparentemente spensierato coi compagni "popolari" lasciando solo Tobias, al quale non fa che rivolgere, di soppiatto, mentre si allontana, una sorta di sorriso di scusa, una impotente smorfia con la quale ella condanna sé stessa alla superficialità, o, meglio detto, al flusso della propria vita.
Vita che, in fondo, date le pieghe che ha preso, nessuno, per quanto guidato dai migliori propositi, può giudicare meglio di lei stessa.
- IV, 191-192, Frederik og Josefine ("Frederik e Josefine").

Martine, resasi conto dell'attrazione esistente fra i suoi compagni Frederik e Josefine, decide (peraltro senza consultarsi con loro) di fare da paraninfa e, purché l'amore trionfi, non trova niente di meglio da fare che rinchiudere inconsultamente i due, dopo aver sequestrato i loro cellulari – tramite i quali l'improvvisata mezzana tranquillizza in seguito i genitori dei reclusi -, nell'aula di musica, dove essi sono costretti a passare la notte.
Il risveglio vede Josefine - vinta, come il suo compagno, dalla stanchezza della notte prima - giacere sul pavimento con le gambe abbandonate su quelle di Frederik, in un'intimità dettata dal cedimento al sonno. Ed i due paiono non dispiacersi della situazione, anzi…

### Stagioni V e VI
- V, 230-234: Det forsvundte kærestebrev ("La lettera d'amore scomparsa", parti 1-5).

Ida si è innamorata di Laurits. Non sa come dirglielo: non riesce a farlo di persona o tramite SMS, quindi si decide a recapitargli una lettera. Ma la lettera viene rubata, ed il ladro comincia a ricattare la ragazza (chiedendo grandi porzioni di dolcetti in cambio del silenzio). Ironia della sorte, sarà proprio Laurits ad aiutare Ida nella ricerca del ricattatore, e nel corso dell'investigazione i due si avvicinano l'una all'altro. Dopo una serie di peripezie Ida riottiene la lettera, ma decide di non inoltrarla. 
- V, 238: Magnus mobber ("Magnus fa il bullo").

Magnus non riesce ad indurre l'ignaro ma non stupido supplente Niels a permettere che la classe, nella sua ora, giochi a palla, ma lo convince, con la connivenza di quasi l'intera classe (che cerca in tal modo di sottrarsi al lavoro scolastico), di essere impegnato, insieme al compagno Christian, in un progetto riguardo al cambiamento climatico, ed ottiene di trasferirsi, per lavorarvi, in biblioteca, dove in realtà i due compagni giocano al computer. Ida e Pelle non sopportano il fatto che Magnus riesca sempre ad imporre insindacabilmente la propria volontà, e, in considerazione anche del rispetto che essi credono si debba ad un supplente, riferiscono a Niels i piani ingannatori del compagno. Niels, dunque, per smascherarli, incarica Magnus e Christian di esporre le proprie ricerche alla fine dell'ora: i due studenti allora, messi alle strette, cercano di racimolare in fretta e furia qualche nozione sull'argomento, e si dirigono infine in classe per fare la loro raffazzonata esposizione. L'aula però è deserta. Un vociare, da fuori, li attrae alla finestra: i compagni di classe stanno effettivamente giocando a palla. "Va bene giocare a palla", pensa Ida – coll'avallo del supplente -, "ma non dev'essere Magnus a deciderlo!"
- V, 250: Måske kærester? ("Fidanzati, forse?")

Ida, sentito il parere di alcune sue compagne, si decide a chiedere ufficialmente a Laurits se vuole essere il suo fidanzato: si presenta, dunque, con fiori, cioccolatini e musica, all'entrata della scuola, alla presenza di molti compagni, e teneramente gli fa la proposta. Laurits, però, schivo com'è, si ritrae. Ida si sente umiliata, e più avanti cerca di riguadagnare almeno l'amicizia di Laurits facendogli un regalo. Laurits si rende conto del reale sentimento che Ida prova per lui; i due si mettono assieme e si dirigono, celiando, a fianco l'uno dell'altra, lungo la strada.
- VI, 270, Filmet i skjul ("Video clandestini")

Hugo canta sotto la doccia. Questo solo fatto pare essere un sufficiente motivo perché gran parte dei compagni - in seguito ad un video (nel quale peraltro il corpo di Hugo era efficacemente nascosto) realizzato da Alfred - lo prendano in giro. Servirà un altro video - che ritrae le difficoltà di Alfred che impara a nuotare in piscina - per contrapporre ricatto a ricatto, e metter fine, in maniera insensata, all'insensato mobbing. 
- VI, 277, Ond i brysterne ("Male al seno").

Ida, mentre gioca a calcio, viene colpita al seno da una pallonata, e, dolorante, si ritira in panchina. Il compagno Hugo rimane molto impressionato, e, a seguito di alcune ricerche piuttosto casuali compiute sul internet, conclude che la ragazza ha un cancro al seno ed è in fin di vita. Non sarà facile convincere Hugo che Ida è in perfetta salute, ed i dolori che ha accusato non sono dovuti ad altro che alla crescita del seno, comune in pubertà. Chiarita la situazione, Ida sfida Hugo alla prossima partita di calcio.

### Stagioni VII e VIII
Già dal primo giorno di scuola dopo le vacanze estive fanno la loro comparsa, insieme a Vera e Isabella, i due migliori amici Philip e Sebastian,– e fra di loro si svolgeranno le storie d'amore principali -; si profila inoltre l'alleanza fra Aksel e Elliot, a cui si unisce Karla, a formare la squadra esperta nel giocare scherzi alla classe; e compare Hector, che si farà domande sulla propria identità sessuale.
- VII, 369: Niko overrasker alle ("Niko(line) sorprende tutti").

Nikoline, di nuovo, è presa in giro da alcune sue compagne – che pure sono sue amiche – per via della sua scarsa competenza linguistica: "Sei la più bella della classe", le dicono, "non devi per forza essere anche intelligente!". Ma, quando si tratta di raccogliere fondi per un'attività scolastica, Nikoline si dimostra la più scaltra di tutti: nel suo banchetto di vendita di dolcetti fatti in casa, nel cortile della scuola, ella omaggia ogni cliente di un bacio. I dolci, a suo stesso dire, fanno piuttosto schifo, ma i ragazzi si affollano al suo chioschetto, e Niko raccoglie una gran quantità di denaro, specie quando si associa con Sigrid, che vende i suoi magnifici dolci nel tavolo accanto: Sigrid è in genere reputata "la persona più noiosa della classe", ma quando si tratta di ricevere un suo bacio (poiché ella ha aderito alla proposta di marketing di Nikoline: "un dolce più un bacio"), allora ecco che tutti i ragazzi dimenticano in fretta il pregiudizio che avevano nei confronti di lei, e si affrettano ad acquistare dolci e baci presso il banchetto gestito dalle due ragazze.
- VII, 388: Alene i december ("Da solo a Dicembre")

Si profila la festa - organizzata all'interno della classe - della vigilia di Natale, alla quale si richiede di presenziare accompagnati (da amici o fidanzati).
Senonché Theo(dor) ama Isa(bella), che invece ama Seb(astian), il quale però ama Vera, che ama, ricambiata, il suo nuovo fidanzato Philip. Sembrerebbe abbastanza complicato, ma c'è di più: innanzitutto Theo - che, richiesto da Isa, l'aveva aiutata controcuore, pur di dimostrarsi servizievole e devoto, ad avvicinarsi a Seb -, si tira indietro, sopraffatto dalla gelosia; e inoltre risulta che Seb ed il suo miglior amico Philip usavano passare insieme la festa della vigilia. Ma ora Philip deve disdire il tradizionale appuntamento a tu per tu coll'amico perché deve presenziare alla festa con la fidanzata, e Seb, invitato da Philip ad unirsi a lui e a Vera, non se la sente di costituire il "terzo incomodo". Egli quindi cerca di organizzarsi in modo autonomo, e chiede alla prima ragazza che gli capita a tiro se vuole accompagnarlo alla festa. La ragazza non può essere maggiormente contenta della proposta, poiché è Isa.
Venuta a conoscenza della tradizione vigente fra Philip e Seb, Vera (che peraltro odia le feste in costume) si inventa un viaggio con la famiglia in Svezia, che le impedirebbe di partecipare alla festa, ed in tal modo lascia campo libero a Philip e Sebastian.
Sebastian, visto che ora può liberamente accompagnarsi con Philip, non esita a disdire l'accordo con Isa, che rimane con le pive nel sacco. 
- VIII, 4º, 7º ed 11º episodio della stagione: Forelsket i en dreng ("Innamorato di un ragazzo"), Klar til a kysse? ("Pronto per il bacio?"), e Skal Hector sove alene? ("Hector deve dormire da solo?")

Sebastian è ossessionato dalla sua cotta per Vera: non fa che parlarne ininterrottamente, riferendo delle difficoltà e delle asprezze che nascono dal suo rapportarsi alla ragazza tramite i social network.
Hector osserva la situazione, e - nonostante sia il preferito di diverse ragazze della classe - si rende conto di intrattenere lo stesso rapporto con un tale Oscar, suo compagno di allenamento calcistico: ritiene dunque, con una certa inquietudine, di essere omosessuale, e teme che i suoi amici maschi eterosessuali, avesse lui mai rivelato le proprie supposte tendenze, lo avrebbero discriminato. Hector si confida innanzitutto con Sebastian, nel quale trova piena comprensione (e che gli dice che il proprio zio è sposato con un uomo).
Ancora indeciso se fare Coming out, Hector, su pressione di alcuni compagni, dichiara, per trarsi d'impaccio, di essere innamorato di una compagna presa a caso, Rosa. E Rosa, manco a farlo apposta, è invece veramente innamorata di lui. Messo alle strette, Hector accetta di fidanzarsi con la compagna, ma quando si tratta di baciarla di fronte all'intera classe, si tira indietro. Rosa, naturalmente, ci rimane male, e Hector non si sente ancora pronto a dichiarare apertamente le proprie preferenze sessuali.
Quando lo fa, qualche tempo dopo, trova che la reazione degli amici non è affatto così cattiva come egli, pessimisticamente, si aspettava: l'amicizia fra lui ed i compagni, dunque, prosegue senza problemi.
- VIII, 5º episodio della stagione: Hvem vælger Nikoline? ("Nikoline, chi sceglierà?").

Per presenziare alla sua festa di compleanno, un ragazzo chiede ai compagni invitati di presentarsi con una ragazza. I due amici Aksel e Elliot, in mancanza di relazioni femminili, pensano entrambi di invitare Nikoline, e cominciano a contendersi la ragazza, senza esclusione di colpi, fino a mettere in pericolo la propria amicizia. Alla fine, pongono Nikoline davanti all'alternativa: "Con chi di noi due vuoi andare alla festa?", al che la ragazza rifiuta entrambi, dato che tutti e due hanno dato per scontato il fatto che Nikoline li accompagnasse, senza che nessuno dei due si sia minimamente degnato di chiederglielo.
- VIII, Lyver om veninder, 8º episodio della stagione ("Bugia a proposito delle amiche")

La madre di Sigrid è convinta che la figlia sia tanto "popolare" a scuola quanto lo era lei ai suoi tempi. Sigrid non lo è, e peraltro non si rammarica più di tanto di questo fatto: le va bene così. Senonché, per non deludere le aspettative della madre, la povera ragazza è quasi costretta a mentirle, dicendole che ha fra le sue amiche alcune delle compagne più in vista della classe. La bugia viene smascherata, e la madre coglie l'occasione per chiarire l'equivoco con la figlia; Sigrid, a sua volta, approfitta della situazione per approfondire il legame con una persona che, per quanto forse non annoverabile fra i più popolari, le sta a cuore: Aksel, col quale sta profilandosi una storia d'amore.
- VIII, episodio 26° della stagione: Klassen på lejrtur – S, P, eller K, Sebastian? ("Scuola natura - Obbligo o verità, Sebastian?")

In occasione di una nuova escursione scolastica del tipo "Scuola natura", e di una nuova sessione del gioco "Obbligo o verità" (vedi II, 77-81) Isabella, innamorata di Sebastian, ha la balzana idea di nascondersi sotto il letto sopra il quale egli ed alcuni compagni si sono riuniti a giocare, nell'intento di saltar fuori dal nascondiglio e sorprendere positivamente il ragazzo – che ella è convinta condivida il suo innamoramento – dichiarandogli, allo stesso tempo in cui verosimilmente l'avrebbe fatto lui, il suo amore. Ma Sebastian, interrogato, al suo turno, dagli altri compagni partecipanti al gioco, non dichiara il suo amore per Isabella, al contrario inaspettatamente confida di non essere particolarmente attratto dalla ragazza, che, anzi, ritiene essere piuttosto strana ed inaffidabile.
Delusione ed umiliazione, dunque, per Isabella, che, sotto al letto, ha udito tutto. Più tardi Sebastian e Isabella hanno un chiarimento, nel corso del quale entrambi concordano sul fatto che nascondersi sotto un letto non è un particolare indice di affidabilità. Nel prosieguo dell'episodio Isabella, rinsavita, avrà modo di mostrare la sua maggiore maturità.
- VIII, episodio 27° della stagione: Klassen på lejrtur – Aksel bliver forelsket ("Scuola natura: Aksel si innamora")

Ad Elliot pare strano che il suo miglior amico Aksel non abbia più tanta voglia di escogitare pranks ai danni di altri compagni di classe. Ma Aksel ha di meglio da fare: si è innamorato (ricambiato, pare) di Sigrid, e vorrebbe passare tutto il suo tempo con lei. Inizialmente Elliot si introduce, piuttosto inopportunamente, nel ménage della futura coppia, ma poi, compresa la situazione, aiuta i due compagni a mettersi assieme.
- VIII, episodi 32-34 della stagione: Hvem hater på Vera?, ("Chi è che odia Vera?"), parti 1, 2 e 3.

Vera viene ingiustamente accusata, tramite un GIF diretto all'intera scuola, di soffrire di bulimia. Una buona metà (abbondante) dei compagni non si perita di prenderla immediatamente in giro – in modo vergognoso e probabilmente anche criminale – per questa sua supposta malattia. Alla fine si scopre che il genio malvagio che ha messo in piedi il mobbing è la solita insensata Isabella, invidiosa della compagna. Vengono evitate le conseguenze penali.
- VIII, episodi 38-40 della stagione: Gallafesten ("Ricevimento di gala"), parti 1, 2, e 3.

Theodor, da sempre innamorato della sua compagna di scuola ed amica d'infanzia Isabella, avendo notato come quest'ultima si sia comportata male nei confronti di Viggo, il migliore amico di lui, finisce coll'interrompere ogni rapporto con lei. È solo allora che Isabella, che per tutta una vita aveva trattato Theodor a pesci in faccia, si rende conto di quanto la mancanza dell'amico le costi. Così, quando Isabella, sinceramente pentita, chiede scusa a Viggo, Theodor recede dal suo atteggiamento negativo e realizza ciò "che aveva desiderato da moltissimo tempo": bacia Isabella. I due si mettono assieme (il che non comporta la cessazione dei comportamenti negativi di Isabella: vedi ep. 46, Hemmelige snaps, nel quale Isabella posta sui social networks video di Theodor senza chiedergli il permesso). 
- VIII, episodio 49° della stagione: Nikolines nye crush ("La nuova liaison di Nikoline").

Il fatto che Nikoline si sia lasciata con Milan rappresenta una cattiva notizia per le due migliori amiche di lei, Fie e Elvira, per il solo fatto che, con Nikoline - la più desiderata dai ragazzi della classe - ora single, le possibilità per le due amiche di trovare un fidanzato si riducono notevolmente (e non è la prima volta che le due si contendono le attenzioni maschili: vedi VII, ep. 341). È per questo che le propongono di trovare subito un nuovo flirt; ma l'incontro di Nikoline con Viggo peggiora la situazione, perché quest'ultimo è anche oggetto delle mire di Elvira.
- VIII, 58º episodio della stagione: Kigger på bryster ("Guardare il seno")

Isabella nota che il suo fidanzato Theo guarda con compiacimento alcune immagini su internet di una ragazza con un grosso seno, e, poiché lei non lo ha così sviluppato, subito si sente inadeguata, al punto da inventarsi una qualche bugia per non prendere parte alla lezione di nuoto, nella quale sarebbe dovuta apparire quale veramente è, con un seno minuto - appoggiandosi anche sull'esperienza della compagna Andrea, che, per motivi consimili, si sente inadeguata -. Theo, scoperta la problematica della fidanzata, la rassicura dicendo che, per quanto un seno grande potrebbe essere interessante, egli è attratto esclusivamente da lei per quello che è, indipendentemente dalle dimensioni delle sue tette.